# ディヴェルティメント K.136
ディヴェルティメント ニ長調 K. 136 (125a) は、当時16歳のヴォルフガング・アマデウス・モーツァルトが作曲した弦楽四重奏のためのディヴェルティメントである。ザルツブルクで作曲されたことからK. 136からK. 138の3曲をまとめてザルツブルク・シンフォニーとも言い、本項はその1曲目である。

## 成立過程と特徴

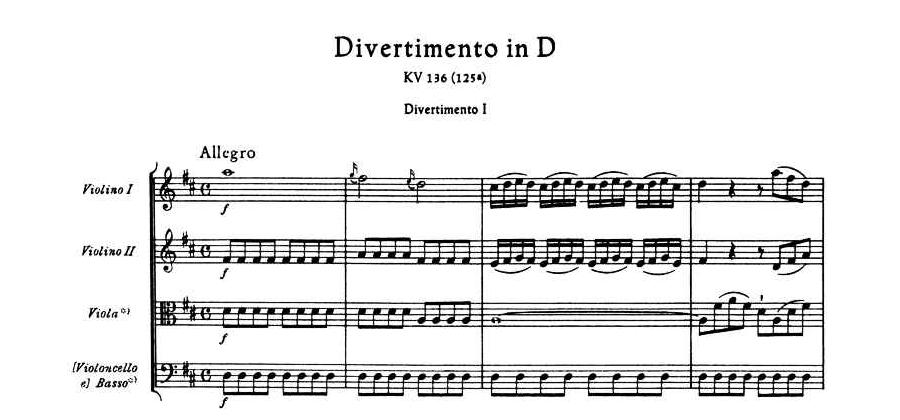
K.136 第1楽章冒頭部

モーツァルトのセレナード類の作品はその成立時期から、およそ5つの時期に分けて考えることができる。そのうち1771年から1774年までを、15歳から18歳までを第2期と言っても差支えない。この時期は彼が2回目のイタリア旅行から戻り、故郷ザルツブルクで作曲に耽っていた時期であり、3回目のイタリア旅行を企てた時期でもあった。イタリアで受け取った影響が彼を動かしていたことは確実で、この時期は機会音楽の面でも、ゆたかな実験的時期と言えるものであった。その時期に作曲されたのが、K. 136からK. 138までの3曲であり、驚くべきは、16歳と言う若さにしてこれらを作曲したことである。シンプルに見えてかなりの精緻に富んだこれらの曲は、モーツァルトが音楽史に燦然と輝く天才であることを裏付ける1つの証左となる。この曲集を作曲したあたりから対位法的な手法を止め（それでもまれに用いているのだが）、第1ヴァイオリンに主導的な役割を与え、他のパートにはもっぱら伴奏の役割を与えていることなどから、当時数多くのディヴェルティメントを作曲していたフランツ・ヨーゼフ・ハイドンの影響が見られる。第3版のケッヘル・アインシュタインの曲目では、本項を含むK. 136からK. 138にはイタリア音楽の影響が強く反映されているため管楽器を含まない「イタリア風序曲」と呼ぶほうが適切である、と主張してある。。

## 概要
セレナーデやカッサシオン、ディヴェルティメントなどの区別はモーツァルトの時代には存在しなかった。2人のハイドン、フランツ・ヨーゼフとミヒャエルの作品では四重奏曲にディヴェルティメントの名が与えられ、ミヒャエルは室内楽曲にもディヴェルティメントかノットゥルノと付けていた。現在でも、屋外で演奏するかどうかなどの違いだけで、大きな違いはなく、ディヴェルティメントは日本語にすると「喜遊曲（もしくは嬉遊曲）」となるが、要するに貴族や富豪の家で祝い事があったときに食事の際に演奏される音楽のことであった。だから器楽編成はごく小さく、短い曲を集めて6曲程度で構成されるのが普通である。モーツァルトはディヴェルティメントを20曲以上作曲しており、
- 1772年に作曲されたK. 136からK. 138はいずれも楽器編成が弦楽四重奏であること、
- ディヴェルティメントに欠かせないメヌエットがない3楽章から成り立っていること

などから、モーツァルト自身はこれら3曲をディヴェルティメントとは呼んでいなかった。研究によって判明したことだが、ディヴェルティメントは後世にて誰かがモーツァルトの自筆譜に書き加えたもので、モーツァルト研究家で名高い音楽学者のアルフレート・アインシュタインは、
と述べており、確かにこれらの曲は『Divertimento』=『気晴らし』が意味するような娯楽音楽としての性格より、シンフォニックな性格を持っている。また、後述するがモーツァルトは弦4声部（ヴァイオリン2部、ヴィオラ、バス）としか指定しておらず、
これらの疑問をめぐり、繰り返し論争を呼んできた。
それらを如実に示しているのが、強い誤解と批判を招いた新モーツァルト全集の分類についてである。

## 『バス』はチェロかコントラバスか?
3つのディヴェルティメントの編成はモーツァルトによって、ヴァイオリン2部、ヴィオラ、バスと指定されているが、バスは何の楽器を指しているのか明らかにされていないのは述べたとおりである。おそらくチェロまたはコントラバスであろうと目されたが、他の楽器の可能性もを完全に捨てきれなかった。しかし、3つのディヴェルティメントで用いられる音域には、当時16歳のモーツァルトがそれまでのオーケストラ作品で使った最高音を超えるものは存在しないため、楽曲編成は各パート1人の弦楽四重奏である可能性が強く、また第2ヴァイオリンやヴィオラは室内楽的な動きを濃厚に示しており、「バス」の声部はチェロを念頭に書かれていたのだと推測できる。当時の用語法では「バス」は低音楽器全般を指す集合名詞であり、先述したように弦楽器に限っても実際に使われる楽器には多くの選択肢が残されていた。つまり、
ということである。可能性の低そうなファゴットは除くにしても、残り3つの可能性は編成人数や所属ジャンルにかかわる。
3つのディヴェルティメントでは最低音域が多用され、オクターヴを上げると具合が悪くなる、主題的に重要な音がそこに含まれるので、結果として、
という結論に達した。下のC音まであるチェロに比べて、コントラバスは記譜上のE音までしかなく、モーツァルトの時代にはさらに最低音が高い小型の楽器も好んで用いられたため、彼はコントラバスの使用が明らかな作品においては最低音域の使用を注意深く避け、使用するときでもオクターヴを上げてもかまわないところで用いている。よって彼の通常の作曲様式範囲内ではこの作品群においてのコントラバスの使用は考えられず、3つのディヴェルティメントは元々弦楽四重奏曲として書かれた物との結論に帰結する。しかし、弦楽四重奏曲であることがほぼ確実なこの3つの曲は、弦楽合奏でも演奏は十分可能で、しばしばそのようにして演奏され、カラヤンもその形態で録音されたCDを遺している。しかしその場合、声部間の掛け合いに室内楽的な親密さを保ち、しばしば現れる対位法的な処方を明快に造形することが不可欠で、よほどの強力な指揮者と練習時間が得られるならまだしも、多人数は決して得策とはいえない。

## 楽器編成と詳細
- 楽器編成：ヴァイオリン2部、ヴィオラ、バス（チェロ）
- 作曲時期：1772年1月から3月
- 自筆譜：南ドイツの個人所有[4]
- 構成：全3楽章構成で、演奏時間は約11分。
- 第1楽章 アレグロ
ニ長調、4分の4拍子、ソナタ形式。
- 第2楽章 アンダンテ
ト長調、4分の3拍子、ソナタ形式。
- 第3楽章 プレスト
ニ長調、4分の2拍子、ソナタ形式。

3つのディヴェルティメントを開始する位置にふさわしい、典型的な姿。両半分に反復記号のついた3つの楽章が急－緩－急の順番に並び、中間のアンダンテが下属調のト長調、終楽章が最も早いプレストとなっており、拍子も4/4→3/4→2/4と、モーツァルトに最も典型的な楽章配列をとっている。この頃の室内楽で頻繁に用いられた属音から音階を下降するタイプの主題(=5～8小節に変奏されて再現)に始まり、Divertimento＝『気晴らし』の名にはふさわしくない緻密で無駄のない構成である。終楽章展開部ではフーガのような書法さえ見られる。。

## 使われた作品など
- アルプスの少女ハイジ - 劇中での使用は主にフランクフルト編のみ。第23話「大騒動」にて、子猫が籠から飛び出し騒ぎを起こす場面で第1楽章が使用された。また、第19話「フランクフルトへ」、第26話「ゼーゼマンさんのお帰り」にも第2楽章が使用された。
- 東武鉄道池袋駅の発車メロディー。
- ダイエーグループのCMにおいて第1楽章が用いられた。

## 関連作品
- 新モーツァルト全集
- ディヴェルティメント 変ロ長調 K. 137 (125b)
- ディヴェルティメント ヘ長調 K. 138 (125c)